# 1132

## Události
- založen anglický cisterciácký klášter Fountains

## Úmrtí
- 1. dubna – Hugo z Grenoblu, francouzský biskup a svatý (* 1053)
- 14. dubna – Mstislav Vladimírovič, kyjevský kníže z rodu Rurikovců, syn Vladimíra II. Monomacha (* 1076)

## Hlavy států
- České knížectví – Soběslav I.
- Svatá říše římská – Lothar III.
- Papež – Inocenc II. (protipapež: Anaklet II.)
- Anglické království – Jindřich I. Anglický
- Francouzské království – Ludvík VI. Francouzský
- Polské knížectví – Boleslav III. Křivoústý
- Uherské království – Béla II. Uherský
- Kastilské království – Alfonso VII. Císař
- Byzantská říše – Jan II. Komnenos